# Santiago de Palacio
Santiago de Palacio e Iramaín (Santiago del Estero, 25 de julio de 1784 - 4 de octubre de 1835) fue un comerciante y político argentino, que ejerció como gobernador de la Provincia de Santiago del Estero durante los años 1831 y 1832.

## Biografía

### Origen familiar y primeros años
Santiago de Palacio e Iramaín nació en Santiago del Estero el 25 de julio de 1784. Fue hijo de Manuel de Palacio y Amabiscar, inmigrante español vizcaíno, y de Agustina Iramaín, esposa en segundas nupcias de Palacio. Fueron sus hermanos Sebastián de Palacio (teniente de gobernador de Santiago del Estero en 1820) y Luisa Francisca (casada con Juan Cornet).
Se crio en el seno de una familia rica, ya que su padre era uno de los comerciantes más adinerados de la ciudad. Además, la familia Palacio tenía una gran influencia política en Santiago del Estero, ya que algunos de sus miembros se desempeñaron como funcionarios públicos.
Heredero de la fortuna de su padre, Santiago de Palacio se convirtió en un poderoso comerciante que extendió sus negocios a la ganadería. Posteriormente ocupó varios cargos en el Cabildo de Santiago del Estero.
El 28 de febrero de 1806 prestó una suma de dinero al cabildo santiagueño para poder pagar a las tropas que marchaban hacia San Miguel de Tucumán. En 1810 aportó también dinero para el ejército libertador.

### Inicios en la política
En 1815 firmó la presentación del cabildo local ante del director supremo Ignacio Álvarez Thomas, en la que se pedía la autonomía provincial para Santiago del Estero, separándola de la Intendencia de San Miguel de Tucumán; la misma fue ignorada.
Al año siguiente fue alcalde de primer voto del cabildo local. A fines de ese año, cuando estalló la segunda revolución autonomista dirigida por Juan Francisco Borges, este tomó prisionero al teniente de gobernador Gabino Ibáñez, pero rápidamente abandonó la ciudad con su prisionero. Palacio se hizo cargo del gobierno hasta después del fusilamiento del líder rebelde, y devolvió el cargo a Ibáñez.
Fue procurador del cabildo en 1819, y al año siguiente apoyó la revolución dirigida por el coronel Juan Felipe Ibarra, que determinó la declaración de autonomía de la Provincia de Santiago del Estero. A partir de febrero de 1826 fue diputado provincial, presidió varios años la legislatura, y ejerció el gobierno en varias ocasiones, durante los períodos en que Ibarra recorría la provincia o enfrentaba las sucesivas invasiones de ejércitos unitarios, llegados desde las vecinas provincias de Tucumán o Salta. Fue legislador provincial casi ininterrumpidamente hasta la invasión unitaria de 1830. Pese a ser considerado un federal, los invasores no lo persiguieron.

### Gobernador de Santiago del Estero
En abril de 1831, cuando el general Román Deheza —que se había hecho elegir gobernador— se retiró hacia la provincia de Córdoba, el cargo de gobernador quedó en manos de varios jefes militares de poca importancia. El exgobernador Ibarra —que se consideraba gobernador legal— permanecía lejos de la capital y cerca de su protector, el caudillo santafesino Estanislao López.
Entre febrero y abril de 1831, ejerció el mando gubernativo el coronel Francisco Gama, en reemplazo de Deheza. Gama fue derrotado el 15 de abril por tropas federales al mando del capitán Simón Luna. En ese mismo día, dicho capitán de ejército se autoproclamó gobernador. Simón Luna era un boyero negro, borracho y analfabeto, al que llamaban Shimu Negro. Santiago de Palacio, antiguo empleador de Luna, se entrevistó con el capitán y lo convenció de que le entregara el mando, comprándole el bastón de gobernador. Para esto le ofreció la suma de $5000 para que dejara el puesto. Luna respondió ofendido que por esa cantidad no dejaría el puesto, pero si le daba $50, él aceptaba. Palacio asombrado por tanta ignorancia del capitán, contó delante de él los $50 y se los entregó. Luna dejó el cargo el 17 de abril y se dirigió hacia una pulpería donde gastó todo el dinero en bebidas.
Ese día, José Santos Coronel, comandante de Ibarra, asumió la gobernación militar y le comunicó a Ibarra que la provincia se hallaba libre de invasores. Nuevamente Santiago de Palacio debió negociar para que Coronel renunciara. Palacio le propuso comprarle el bastón de gobernador, a lo que Coronel accedió, poniendo como precio 200 mazos de tabaco de Tucumán, dos barriles de caña para sus ayudantes y 12 pesos fuertes para él. Palacio le entregó no solo esa cantidad, sino que agregó además una bolsa de yerba y otra de azúcar para que las repartiese entre sus hombres.
Palacio asumió el gobierno el 19 de abril de 1831 y lo conservó nominalmente hasta febrero del año siguiente, mientras el mando militar y el control político de la provincia volvían a estar en manos de Ibarra. Durante su gobierno, solicitó protección a Estanislao López y por ley del 20 de agosto de 1831, la provincia de Santiago del Estero se adhirió al Pacto Federal, designándose al santafesino Urbano de Iriondo como representante de la provincia para firmar el tratado. El 4 de noviembre las tropas federales de Facundo Quiroga, José Vicente Reinafé e Ibarra participaron en la Batalla de La Ciudadela, en la que fue definitivamente derrotada la Liga Unitaria del Interior, cuyos comandantes eran Gregorio Aráoz de Lamadrid, Javier López y Juan Esteban Pedernera.
En enero de 1832, Palacio le escribió a Ibarra implorándole que haga un último sacrificio y reciba el mando de la provincia para evitar un cisma político o una verdadera anarquía. Finalmente Ibarra fue designado como gobernador por la legislatura el 16 de febrero de 1832 y asumió el mando.

### Últimos años
Al bajar del gobierno, Ibarra lo hizo nombrar coronel de ejército. Volvió a ser presidente de la legislatura hasta el año 1834, en que esta ordenó a Ibarra que llamase a elecciones. En respuesta, Ibarra solicitó y obtuvo algunas semanas para preparar las elecciones y ordenar los papeles que debería entregar a su sucesor. Sin embargo, utilizó ese tiempo para organizar un pronunciamiento militar de todas las fuerzas de la provincia en su favor, gracias al cual disolvió la legislatura. No volvería a haber una legislatura hasta después de la muerte de Ibarra, en 1851.
Palacio falleció en Santiago del Estero el 4 de octubre de 1835.

## Matrimonio y descendencia
Santiago de Palacio estuvo casado con María Antonia Gastañaduy y Acosta, hija del último gobernador colonial de Santa Fe, Prudencio María de Gastañaduy. Tuvieron los siguientes hijos:
- Santiago Felipe Palacio, casado con Justa Pastora Santillán Gondra, quien era hermana de Gregorio Santillán y Mariano Santillán, gobernadores de Santiago del Estero.
- Isabel Palacio, casada con Juan Francisco Borges (hijo), primer gobernador constitucional de Santiago del Estero.
- Gerónimo Palacio, casado con Natalia Durán.
- Mónica Palacio, casada con Javier Frías.
- Montserrat Palacio.
- Prudencio Palacio, casado con Ángela Leguizamón.
- Agustina Palacio, casada en 1837 con José María Libarona.
- Dolores Cesárea Palacio.
- Emilio Palacio.
- Eulogia Palacio, casada con Domingo Salvatierra.
- Gregorio Palacio.

### La heroína de El Bracho
En 1840, el capitán José María Libarona, esposo de la hija de Santiago de Palacio, Agustina, participó en un fracasado golpe de Estado contra Ibarra. El gobernador se enfureció debido a que, durante el movimiento, su hermano Francisco Antonio Ibarra fue asesinado por los rebeldes. En respuesta, Ibarra condenó al destierro en el fuerte de El Bracho, aislado en el interior de los bosques chaqueños, a todos los participantes de la revuelta. Agustina Palacio de Libarona acompañó a su esposo en la durísima prisión, atendiéndolo en todo, hasta que su esposo enloqueció completamente y murió. Se convirtió en una heroína legendaria en su provincia, y un pueblo de la misma lleva su nombre.